# Kochkunstführer

Umschlagseite der aktuellen deutschen Ausgabe von 1998

Der Kochkunstführer (franz. Originaltitel: Le Guide Culinaire  – Aide-mémoire de cuisine pratique, IPA: lə ɡid kyli'nɛːʁ) ist ein Standardwerk der Kochliteratur, das seit 1903 in mehreren Auflagen und Übersetzungen erschien. Geschrieben wurde es von dem französischen Meisterkoch Auguste Escoffier unter Mitwirkung von Philéas Gilbert und Émile Fetu.
Es richtet sich in erster Linie an Berufsköche und auszubildende Köche, wird aber auch von ambitionierten Amateurköchen genutzt. Das Buch beschreibt in knapper Form rund 5000 Rezepte und die Herstellung von Basiszubereitungen. Darüber hinaus werden allgemeine Grundprinzipien der Zubereitung der verschiedenen Fleischsorten, Fisch und Gemüse vorgestellt, sowie Gewürze, Getränke und Grundzutaten behandelt.

## Hintergrund

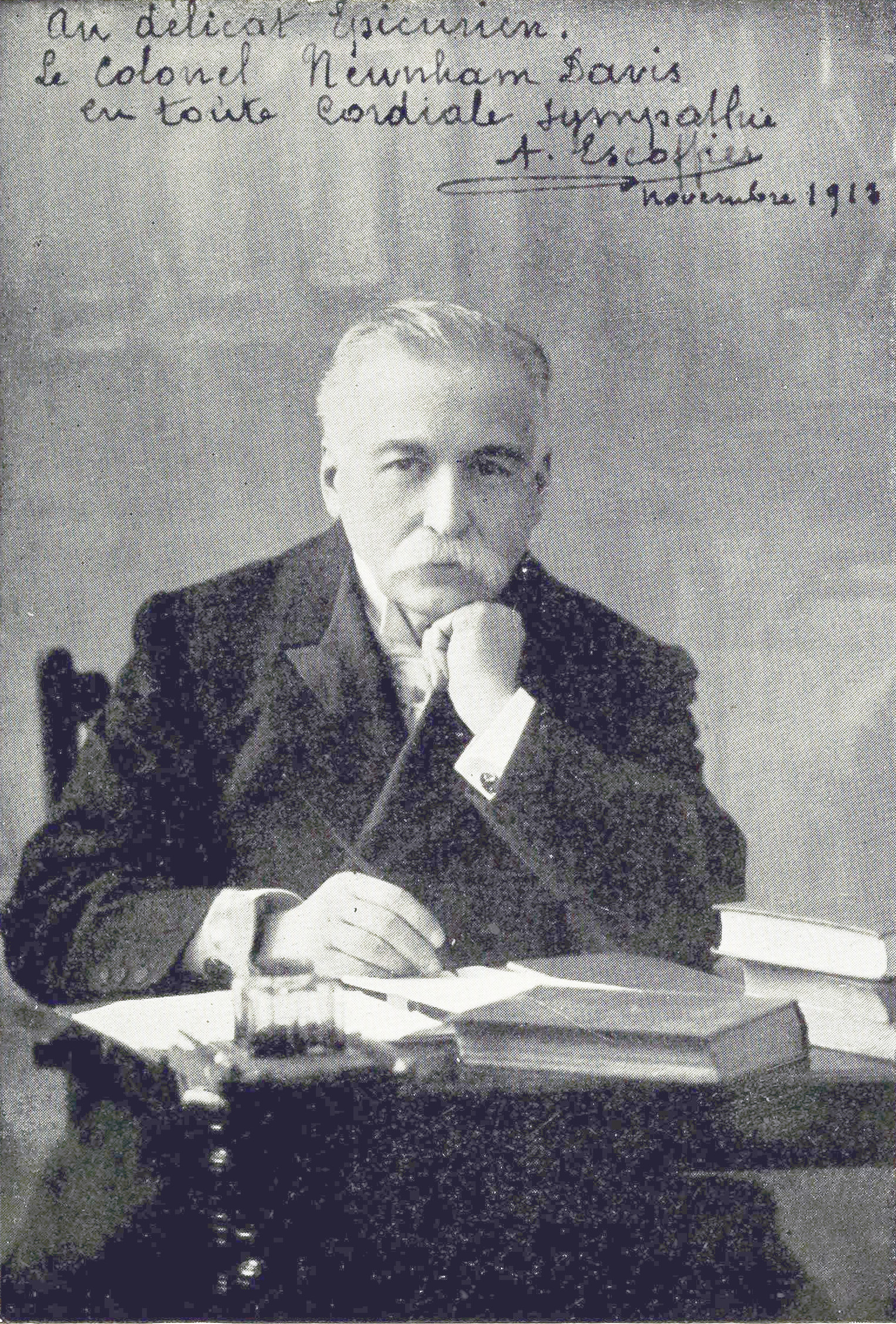
Auguste Escoffier, 1914

Auguste Escoffier (1846–1935) war ein Reformator der Kochkunst, der die teilweise hochkomplizierten und aufwändigen Rezepte der bis dahin klassischen Küche vereinfachte und systematisierte. Er verwendete dazu saisonale Zutaten und vermied Garnituren weitgehend. Außerdem vereinfachte und strukturierte er den organisatorischen Ablauf in professionellen Küchen.
Der Kochkunstführer war die Zusammenfassung seiner Bemühungen, mit dem er die französische haute cuisine stark beeinflusste.

## Inhalt des Kochkunstführer

### Struktur
Die aktuelle deutsche Auflage von 1998 enthält 726 Seiten und ist in 18 Kapitel unterteilt. Das erste Kapitel beginnt mit einer Ermahnung sowohl an die Köche, ihr Handwerk mit der nötigen Sorgfalt auszuüben, als auch an diejenigen, die die Köche beschäftigen, ihnen die notwendigen Dinge in genügender Qualität zur Verfügung zu stellen. 

„So wenig sich ein schlechter Wein auf der Flasche zu einem edlen Tropfen entwickelt, so wenig kann mit minderwertigem Material ein wirklich gutes Gericht hervorgebracht werden.“

### Die Kapitel
Das Buch hat 18 Kapitel und einen Anhang. Jedes Kapitel beginnt mit allgemeinen einleitenden Erläuterungen über den Inhalt und unterteilt sich dann in meist mehrere Unterkapitel, die jeweils spezielle Aspekte des angesprochenen Themas behandeln. Nach der Einleitung folgen ein systematischer Überblick über die grundlegenden Arten der Zubereitung und des Anrichtens und anschließend pro Kapitel mehrere hundert kurze Beschreibungen spezieller Rezepte und Zubereitungsarten, sodass im gesamten Buch etwa rund 5000 Beschreibungen / Rezepte zusammengetragen sind. In der deutschen Übersetzung werden bei den einzelnen Themenartikeln und Rezepten in der Überschrift sowohl die originale französische Benennung als auch die deutsche Übersetzung angegeben.
1. Saucen
  - Die Saucen sind für Escoffier die Basis des Kochens. Ohne sie kann kein Gericht vollendet schmecken. Die Grundlage dieser Saucen sind verschiedene Fonds, deren Herstellung der größten Sorgfalt bedarf. Jeder Koch muss diese Kunst beherrschen und sich darin üben.
2. Garnituren
  - Garnituren sind für Escoffier kein schmückendes Beiwerk, sondern müssen mit den Speisen, die sie zieren, korrespondieren. Dinge, die dies nicht tun, sind seiner Meinung nach streng zu vermeiden.
3. Suppen
  - Escoffier arbeitet den Unterschied zwischen Suppen seiner Definition und den Suppen, die man heute als Eintöpfe bezeichnet, heraus. Seine Suppen sind im deutschen Sprachgebrauch eher Brühen.
4. Vorgerichte
  - Vorspeisen sind für Escoffier kein unbedingter Bestandteil eines Menüs. Wenn sie aufgetragen werden, dürfen sie seiner Meinung nach nicht zu üppig sein, um den Appetit für die Hauptspeisen nicht zu verderben.
5. Eierspeisen
  - Nach Meinung Escoffier sind Eierspeisen so vielfältig, dass sie selbst von umfangreichen Spezialwerken nicht umfassend behandelt werden können. So beschränkt er sich auf allgemeine Grundsätze zur Bereitung und gibt jeweils dazu exemplarische Beschreibungen.
6. Fische und Schaltiere
  - In diesem sehr umfangreichen Kapitel arbeitet Escoffier die verschiedenen Möglichkeiten Fische und Meeresfrüchte zuzubereiten aus: von den verschiedenen Suden für die unterschiedlichen Fischsorten über die unterschiedlichen Arten des Garens bis zum Braten von Fisch. Für viele Fischarten gibt er exemplarische Rezepte. Auch für Schalentiere, zu denen für ihn auch Schildkröten, Schnecken und Froschschenkel gehören, gibt er exemplarische Rezepte.
7. Relevés und Entrees von Schlachtfleisch
  - Auch dieses Kapitel ist sehr umfangreich und Escoffier bezeichnet es als das zentrale des gesamten Buches, weil die betreffenden Zubereitungsarten (Braten wird später in einem eigenen Kapitel behandelt) die wichtigsten Grundlagen der Kochkunst darstellen. Neben der Methode legt er großen Wert auf die Qualität des Fleisches, minderwertiges Fleisch oder das von zu alten Tieren ist seiner Meinung nach nur zur Bereitung von Fleischbrühen zu gebrauchen.
8. Relevés und Entrees von Geflügel
  - In diesem Kapitel bezieht sich Escoffier häufig auf das vorhergehende und arbeitet nur die Besonderheiten beim Zubereiten von Geflügel heraus.
9. Relevés und Entrees von Wild
  - Auch hier wird sich oft auf Kapitel 7 bezogen und es werden hauptsächlich die Besonderheiten der Zubereitung von Wildfleisch behandelt.
10. Gemischte Zwischengerichte
  - In diesem sehr kurzen Kapitel werden keine Rezepte und Zubereitungsmethoden besprochen, sondern nur allgemeine Betrachtungen vorgetragen. Es bereitet inhaltlich auf die folgenden auch recht kurzen Kapitel vor.
11. Kalte Küche
  - Hier werden Rezepte von Pasteten und Terrinen vorgestellt.
12. Salate
  - Nach den grundlegenden Prinzipien der Salatbereitung werden Rezepte diverser Salate aufgeführt.
13. Braten
  - Neben verschiedenen Arten des Bratens wird das Bereiten von Bratenjus behandelt, das bei Escoffier dem Bereiten von Fonds ähnelt.
14. Gemüse, Hülsenfrüchte und Teigwaren
  - Nach dem Vorstellen von allgemeinen Methoden, Gemüse vor- und zuzubereiten, werden die Besonderheiten der Zubereitung von verschiedenen Gemüsen dargestellt. Ein kurzer Abschnitt behandelt diverse Teigwaren.
15. Süße Speisen
  - Es werden die Bereitung von verschiedenen Teigen und der Umgang mit Zucker und dessen Verwendung zur Bereitung von Süßspeisen dargelegt. Sodann werden Rezepte für warme und kalte Süßspeisen mit diversen Füllungen beschrieben.
16. Gefrorenes oder Speiseeis
  - Als krönenden Abschluss eines Menüs sieht Escoffier das Eis und Petits fours. Er ist der Meinung, dass Köche hier ihrer Phantasie am besten freien Lauf lassen können. Nach der allgemeinen Anweisung, wie Eis zu bereiten ist, werden viele Rezepte von Milch- und Fruchteis sowie Sorbets vorgestellt.
17. Würzbissen
  - Würzbissen haben nach Escoffier vieles gemein mit einigen Vorspeisen, die aber jetzt stärker zu würzen sind.
18. Kompotte und Konfitüren
  - Den Abschluss eines Menüs bildet das Kompott. In diesem Kapitel werden Prinzipien und Rezepte für die Herstellung von Kompotten und Konfitüren gegeben. Hierzu gehört das wohl auch bekannteste Rezept Escoffiers, der Pfirsich Melba, der allerdings nicht explizit aufgeführt ist, sondern nur pochierter Pfirsich als Grundzutat für dieses Dessert.

Anhang – Getränke und Erfrischungen
- In diesem wieder sehr kurzen Kapitel werden einige Rezepte von Erfrischungsgetränken aufgeführt.

## Bedeutung
Trotz seines Alters ist der Kochkunstführer heute noch ein regelmäßig genutztes Werk und hat in der Ausbildung von Köchen einen festen Platz. Auch in Deutschland wird er heute noch in Berufsschulen als Lehrwerk genutzt.
Zwar gab es auch schon vor dem Erscheinen des Buches umfangreiche Sammlungen von Rezepten und Methoden, aber Escoffier legte neben dem Aspekt der Vollständigkeit auch Wert auf Systematik und Umsetzbarkeit der Rezepte. Er vereinfachte viele Vorschriften und gehörte zu den ersten, die großen Wert auf Frische und Qualität der Rohmaterialien legte. Er reformierte auch den organisatorischen Ablauf in Berufsküchen, indem er den Ablauf systematisierte und einzelnen Köchen spezielle Aufgaben zuwies, je nach Größe der Mannschaft und Art der Küche.
Mit seiner Schule beeinflusste er die Kochkunst des späten 19. und frühen 20. Jahrhunderts stark, und seine Schüler und deren Nachfahren haben seine Methodik, wenn auch weiterentwickelt und modifiziert, prinzipiell weiter in Gebrauch. Das Kochbuch Le Répertoire de la Cuisine („Das Repertoire der Küche“) der Escoffier-Schüler Theodore Gringoire und Louis Saulnier wurde als Begleitbuch zum Kochkunstführer geschrieben; es liegt aber neben der französischen Originalausgabe nur in einer englischen Übersetzung vor.

## Ausgaben
- Auguste Escoffier: Le guide culinaire – aide-mémoire de cuisine pratique avec la collaboration de Philéas Gilbert, E. Fétu, A. Suzanne..., Edition Art Culinaire, Paris 1903 (online bei Archive.org). Weitere französische Auflagen 1907 (die 2.), 1912 (die 3.) und 1921 (die 4.).[6] Es entwickelten sich Ausgaben in englischer, deutscher, italienischer und russischer Sprache.[7] Auszugsweise englische Übersetzung 1907,[8] 1921 vollständige englische Übersetzung.[9]

Deutsche Ausgaben:
- Kochkunstführer. Hand- und Nachschlagebuch der klassischen französischen Küche und der feinen internationalen Küche.  Übersetzung Adolf Anker, Alexander Mathis, Carl Halbheer, M.C. Banzer. Fachschriften Verlag des Internationalen Verbandes der Köche,  Frankfurt, Windmühlstr.1, Frankfurt 1910. Dritte völlig umgearbeitete und vermehrte Auflage der ersten deutschen Ausgabe 1904. (Autorisierte Übersetzung der zweiten französischen Auflage, Fachschriften Verlag.) Online-Version Kochkunstführer, dritte deutsche Auflage (1910)
- Seitdem viele weitere deutsche Ausgaben in mehreren Übersetzungen. Zuletzt als:
- Auguste Escoffier: Kochkunstführer. Hand- und Nachschlagebuch der klassischen französischen Küche und der feinen internationalen Küche. 15. Auflage., Nikol-Verlag, Hamburg 2016, ISBN 978-3-86820-343-1. (Originaltitel: Guide Culinaire. Übersetzt von W. Bickel, autorisierte deutsche Übersetzung der 5. französischen Auflage).[10]